# ハピコム
ハピコム（英: HAPYCOM）は、イオングループが展開するナショナルドラッグチェーン、および同チェーン内で扱う一般用医薬品を中心としたプライベートブランドの名称。日本国内最大手のドラッグストアグループのひとつで、全国約6,000店のドラッグストア・調剤薬局で構成され、約36,000人の薬剤師・登録販売者などが働いている。ハピコム事務局はイオン株式会社ドラッグ・ファーマシー事業が運営している。

## 概要

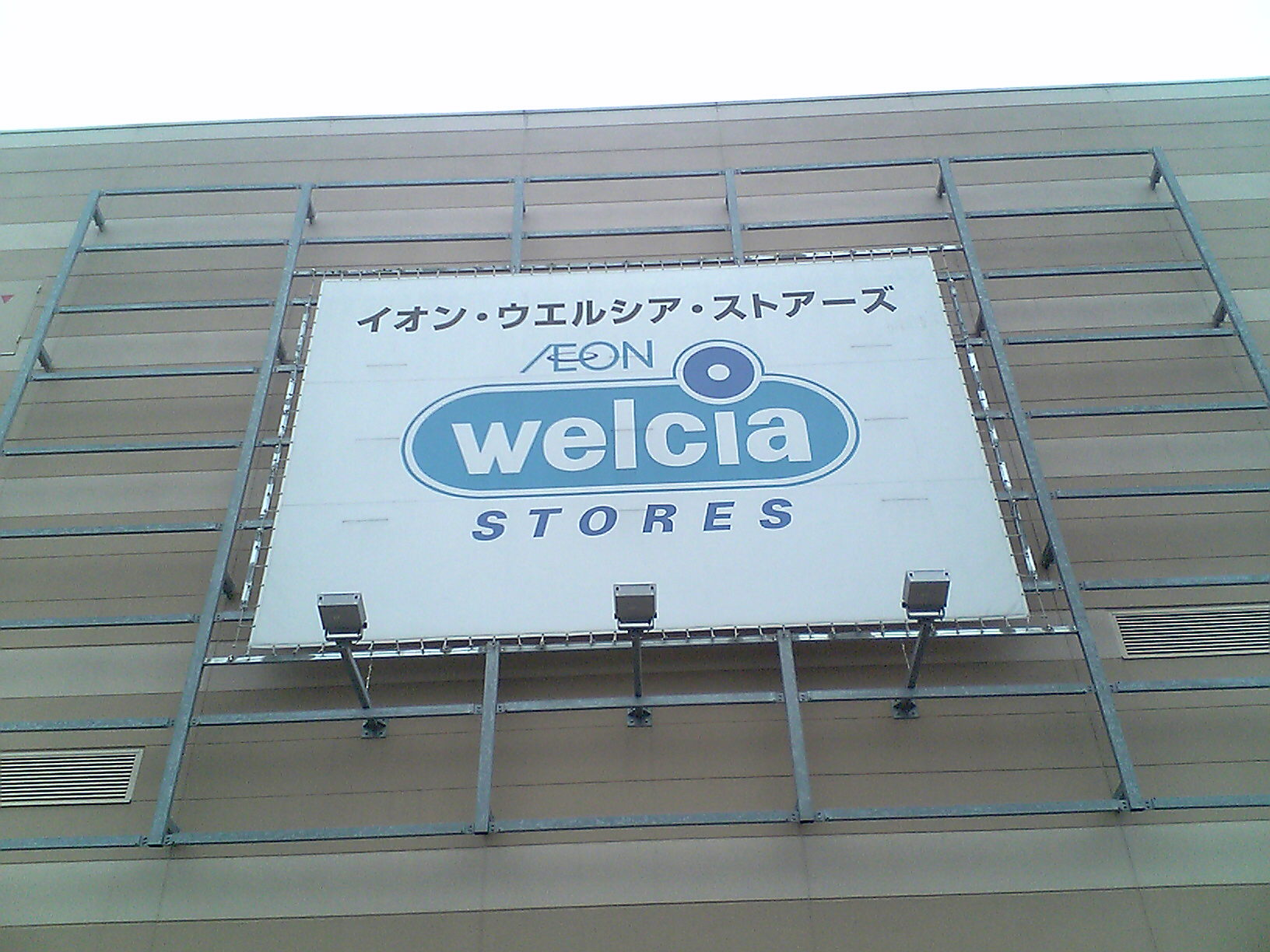
ウエルシア時代の屋外看板
（2009年11月にジャスコ福岡伊都店（現：イオン福岡伊都店）にて撮影）
ハピコムになった現在は別の看板に差し替えられている

イオングループの総合スーパー (GMS) 事業を展開する企業と、日本全国各地のドラッグストア企業とで構成する。マツモトキヨシを中心とするマツモトキヨシグループに対抗する形で結成され、製薬会社等と共同開発した一般用医薬品を中心としたプライベートブランド製品も販売している。医薬品以外の食料品・酒コーナーがある店舗の酒類のプライベートブランド商品は、イオングループのトップバリュ商品を取り扱っている。
店内放送で流れる「ハピコムラジオ」の司会は、清水ミチコが担当している。

### ウエルシアからハピコムへ
従来はイオン・ウエルシア・ストアーズ（ÆON welcia STORES）として展開してきたが、「地域のお客様の健やかな暮らしの一翼を担うトータルヘルスケアステーション」を目指すべく、2009年6月1日の薬事法改正を機に、同日付でグループ名とプライベートブランド名を「ハピコム」に名称変更した。
「ハピコム（HAPYCOM）」の名称は「HAPPY（幸せ）」と「COMMUNITY（地域）」を組み合わせた造語で、幸せ、ヘルス、ファーマシー、コミュニティ、コミュニケーションの意味を込めている。なお、新ブランド名「ハピコム」への変更後も、「ウエルシア」の名称イオンの連結子会社のウエルシアホールディングスの商号およびその事業子会社であるウエルシア薬局が展開する店舗ブランド名として使用継続されている。
「ハピコム」へのグループ再編は、2006年から2009年にかけての薬事法改正による一般用医薬品販売の規制緩和を視野に入れたもので、長らく薬局およびそこに勤務する薬剤師が独占してきた医薬品販売業務が、スーパーマーケットやコンビニエンスストアを含めた小売業にも広く開かれることを見据えた上での展開であった。その上でイオングループとしてのドラッグストア連合の特色を打ち出すことで、他社スーパー・コンビニ等との差別化を図ることも狙ったものであった。
そして、2009年の規制緩和により一般用医薬品の登録販売者制度が創設されると、ドラッグストア業態ではないマックスバリュやザ・ビッグの店舗にも、販売にあたり薬剤師の指導が必要な第1類医薬品と要指導医薬品を除く一般用医薬品を扱う売場が設置されるようになった。これらの店舗でも「ハピコム」ブランドの商品を販売している。また、イオングループのコンビニエンスストアであるミニストップと協力し、ウエルシア関東およびタキヤの一部店舗内に「ミニストップサテライト」を構えたコンビニ併設型ドラッグストア業態も開始された。

### 「れこっず」の展開と終了
翌2010年8月には、ミニストップ、タキヤ、CFSコーポレーションの3社合弁により、コンビニ併設型ドラッグストア業態の「れこっず」を立ち上げ、同年10月にCFSコーポレーションの「ハックドラッグ磯子広町店」とタキヤの「ウエルシア伊川谷店」をそれぞれ「れこっず」ブランドへ転換した。
「れこっず」ブランドでの業態展開は2014年で終了となり、事業会社であった株式会社れこっずは同年9月にミニストップ株式会社へ吸収合併され、店舗は閉店あるいは「ハックドラッグ」「TAKIYA」に再転換され、「TAKIYA」は後に「ウエルシア」へ屋号を変更している。

### プライベートブランド「ハピコム」
プライベートブランド「ハピコム」は、プライベートブランド商品として一般用医薬品を購入しやすい低価格で提供するのみならず、対象年齢や用法・用量、剤型の写真がわかりやすく記載されているのが特徴である。
「ハピコム」発足当初のパッケージデザインは、左上にある従来の「welcia」ロゴを「HapYcom」ロゴに差し替える程度の変更であったが、2013年より順次パッケージデザインの変更を行い、パッケージ正面上部はホワイトとオレンジを基調とした共通デザインとなった。製品によってはロゴの隣に「ハピコム」のブランド名を併記するようになり、箱パッケージ上面（ドリンク剤は正面上部の共通デザイン）に「みんなの声で、よくなるね。」の文言が挿入された。
小児用風邪薬など小児用製品の一部には、ウサギのキャラクター「フムフム」も描かれている。

### 社会貢献活動
イオングループの社会貢献活動 (CSR) として、日本テレビ系列で毎年8月下旬 -  9月上旬に放送されている『24時間テレビ 「愛は地球を救う」』（日本テレビ制作）に協賛しており「ハピコム」加盟店舗でも同番組へのチャリティー募金を受け付けている。

## 関連法人
- 一般社団法人イオン・ハピコム人材総合研修機構 - 薬剤師の育成・研修
  - 中間法人法の廃止と一般社団法人及び一般財団法人に関する法律の施行に伴い、有限責任中間法人から一般社団法人に移行。2009年6月1日付で、有限責任中間法人イオン・ウエルシア・ストアーズ人材総合研修機構から、一般社団法人イオン・ハピコム人材総合研修機構に改称した。

- イオンウエルシア株式会社 - 医薬品の商品開発
  - イオンウエルシア株式会社は、2009年2月21日付で「イオン商品調達株式会社」に吸収合併された[5]。その後、イオン商品調達株式会社の全機能を2015年6月1日付でイオンリテール株式会社へ移管統合した。

## 沿革

### 個別提携時代
- 1995年1月 - ジャスコ株式会社がスーパードラッグストアの展開を強化するため、株式会社ツルハと資本・業務提携を結ぶ。同年にジャスコの100%子会社としてドラッグスを設立。
- 1996年 - ジャスコとツルハが共同開発したドラッグストア「ガルド・ドラッグ」を展開開始。
- 1997年
  - 11月 - ジャスコが、三重県内において最大手の調剤薬局チェーンメディカル一光と資本・業務提携を結ぶ。
  - 12月 - ツルハが、北陸地方で展開するクスリのアオキと資本・業務提携を結ぶ。
- 1999年
  - 1月26日 - ジャスコとツルハが、調剤専門薬局では日本全国一の売上・店舗網（当時）を持つクラフトと業務・資本提携を結ぶ。
  - 8月 - ジャスコとツルハが、九州地区最大手のドラッグイレブンと業務・資本提携を結ぶ。またツルハは、埼玉県を中心に関東地方で展開するグリーンクロス・コアと資本・業務提携を結ぶ。
- 2000年
  - 1月11日 - ジャスコとツルハが、愛知県東部を中心に展開するスギ薬局と資本・業務提携を結ぶ。
  - 2月28日 - ジャスコが、グリーンクロス・コアと資本・業務提携を結ぶ。
  - 4月4日 - ジャスコが、静岡県・神奈川県を中心に展開するハックキミサワと資本・業務提携を結ぶ。
  - 4月12日 - ジャスコとスギ薬局が、関西を中心に展開するタキヤ商事と資本・業務提携を結ぶ。
- 2001年
  - 1月18日 - ジャスコが、いなげや子会社で埼玉県・東京都を中心に展開するウェルパークと資本・業務提携を結ぶ。

### イオン・ウエルシア・ストアーズ
- 2001年
  - 1月 - ジャスコ・ツルハを中心に展開するドラッグストア連合の名称を「イオン・ウエルシア・ストアーズ」とする。
  - 8月21日 - ジャスコ株式会社がイオン株式会社へ商号変更。関西で展開していたタキヤ商事とドラッグスが経営統合しタキヤへ商号変更。
  - 11月 - ツルハが、リバース（本社：神奈川県）を株式交換により子会社化する。
- 2002年
  - 5月1日 - イオンが、茨城県を中心に北関東・長野県に展開する寺島薬局と資本・業務提携契約を結び、寺島薬局が「イオン・ウエルシア・ストアーズ」のメンバーに入る。
  - 9月 - イオンが、関東地方で「いいのドラッグ」を展開する株式会社いいのと業務・資本提携を結ぶ。株式会社いいのが「イオン・ウエルシア・ストアーズ」のメンバーに入る。
- 2003年
  - 6月30日 - イオンとツルハが、ドラッグイレブンとの資本・業務提携を解消し、ドラッグイレブンは「イオン・ウエルシア・ストアーズ」から離脱する。
- 2004年10月8日 - CFSコーポレーションがイオンとの資本・業務提携解消を発表。イオンはCFSコーポレーションに対し「イオン・ウエルシア・ストアーズ」の活動を凍結。
- 2005年
  - 12月13日 - チェーンドラッグで形成された薬剤師育成のための有限責任中間法人として「イオン・ウエルシア・ストアーズ人材総合研修機構」を設立（#関連法人を参照）。
- 2006年
  - 1月31日 - CFSコーポレーションがイオンとの資本・業務提携解消を撤回し、イコール・パートナーシップに基づく新たな構築を目指すことに合意する。
  - 3月31日 - スギ薬局がイオンとの資本・業務提携を解消し、スギ薬局は「イオン・ウエルシア・ストアーズ」から離脱する。
- 2008年
  - 5月8日 - イオンとCFSコーポレーションが、正式に資本・業務提携契約を締結。CFSコーポレーションは2004年10月の提携解消以来、約3年5か月ぶりに「イオン・ウエルシア・ストアーズ」のメンバーに復帰する。
  - 8月8日 - シミズ薬品が「イオン・ウエルシア・ストアーズ」のメンバーに入る。
  - 9月1日 - ウエルシア関東が、旧・マツモトキヨシ系列の高田薬局との株式移転により共同持株会社としてグローウェルホールディングスを設立。ウエルシア関東がグローウェルホールディングスの子会社となるとともに、高田薬局が「イオン・ウエルシア・ストアーズ」のメンバーに入る。

### ハピコム
- 2009年
  - 6月1日 - グループ名およびプライベートブランド名を「ハピコム」へ変更。
- 2010年
  - 3月1日 - 同日付でサクラドラッグが「ハピコム」のメンバーに入る。グローウェルホールディングスが、株式交換により南大阪地区に拠点を持つイレブンを完全子会社化。同日付でイレブンが「ハピコム」のメンバーに入る。
- 2012年
  - 7月10日 - イオン株式会社がザグザグと資本・業務提携を締結。ザグザグが「ハピコム」のメンバーに入る。
- 2014年
  - 4月14日 - イオン株式会社とウエルシアホールディングスが、資本・業務提携を深化させることを発表[6]。両社は以降、イオングループ内のCFSコーポレーション、タキヤ、シミズ薬品と経営統合への討議を重ねる[6]。
- 2016年
  - 5月13日 - ウエルシアホールディングスがクスリのマルエと資本・業務提携を結ぶ。クスリのマルエが「ハピコム」のメンバーに入る。
- 2017年
  - 9月1日 - ウエルシアホールディングスが、株式取得により丸大サクラヰ薬局を完全子会社化する。丸大サクラヰ薬局が「ハピコム」のメンバーに入る。
  - 9月29日 - ツルハホールディングスが、株式取得により杏林堂グループ・ホールディングスを子会社化。これにより、同社子会社の杏林堂薬局が「ハピコム」のメンバーに入る。
- 2018年
  - 5月22日 - ツルハホールディングスが株式取得によりビー・アンド・ディーホールディングスを子会社化。これにより、同社子会社のビー・アンド・ディーが「ハピコム」のメンバーに入る。
- 2019年
  - 6月1日 - ウエルシアホールディングスが、株式取得により金光薬品を完全子会社化する。金光薬品が「ハピコム」のメンバーに入る。
- 2020年
  - 3月2日 - ウエルシアホールディングスが、株式取得によりよどやを完全子会社化する。よどやが「ハピコム」のメンバーに入る。
  - 5月28日 - ツルハホールディングスが、株式取得によりドラッグイレブンから商号変更されたJR九州ドラッグイレブンを連結子会社化する。これにより、JR九州ドラッグイレブンは約17年ぶりに「ハピコム」のメンバーに復帰する。
- 2025年
  - 3月21日 - ザグザグがイオン株式会社との資本・業務提携を解消したことにより「ハピコム」から脱退する。

## 構成企業

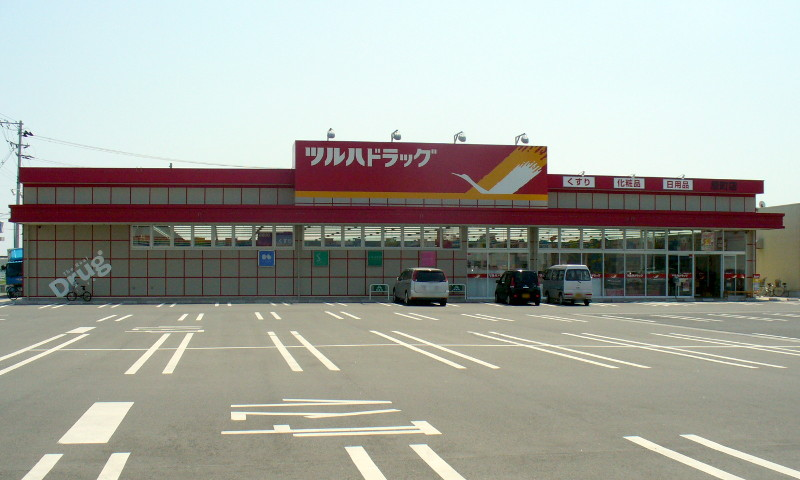
ツルハドラッグ原町店
（福島県南相馬市）

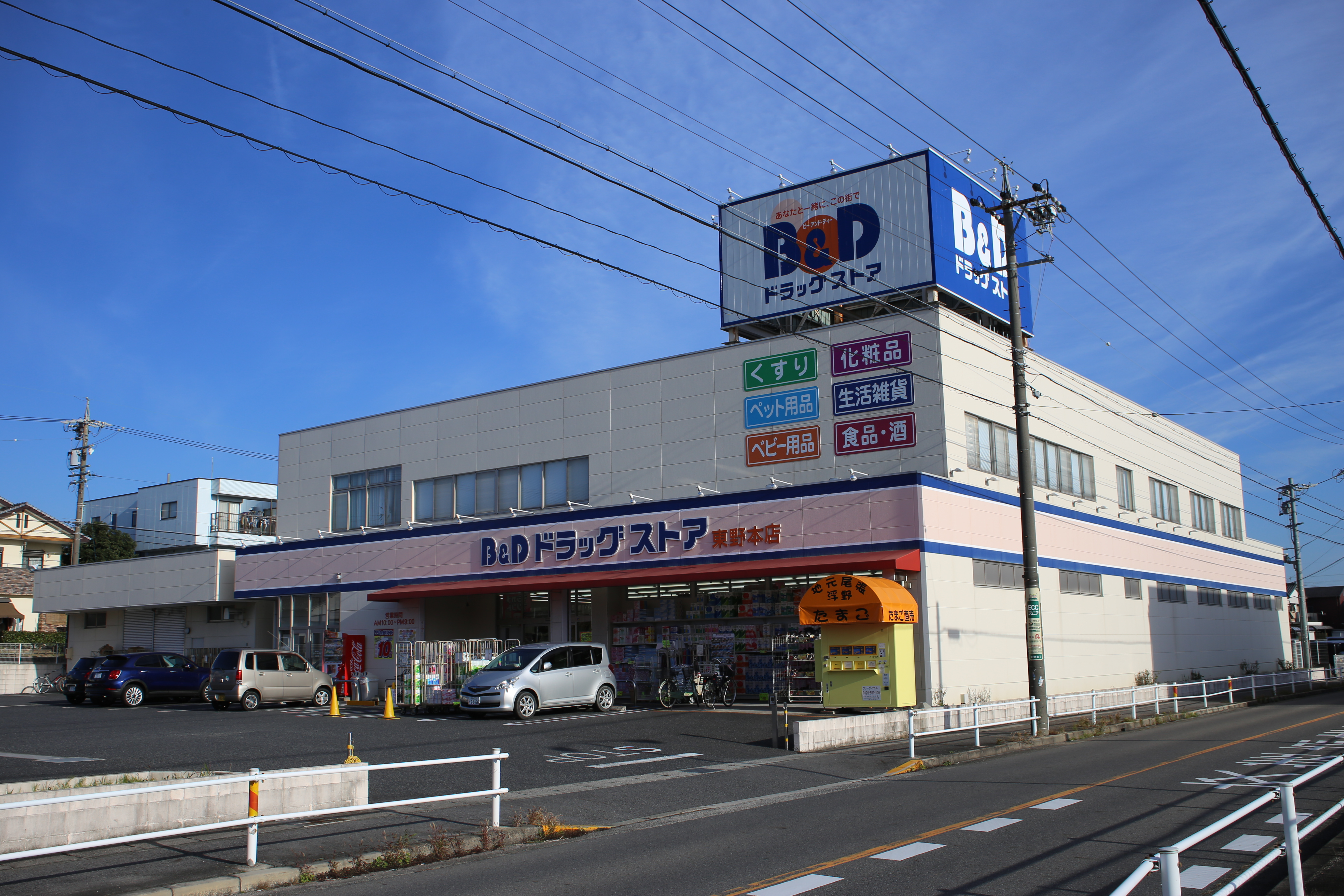
B&Dドラッグストア東野本店
（愛知県春日井市）
※本社機能を兼ねる

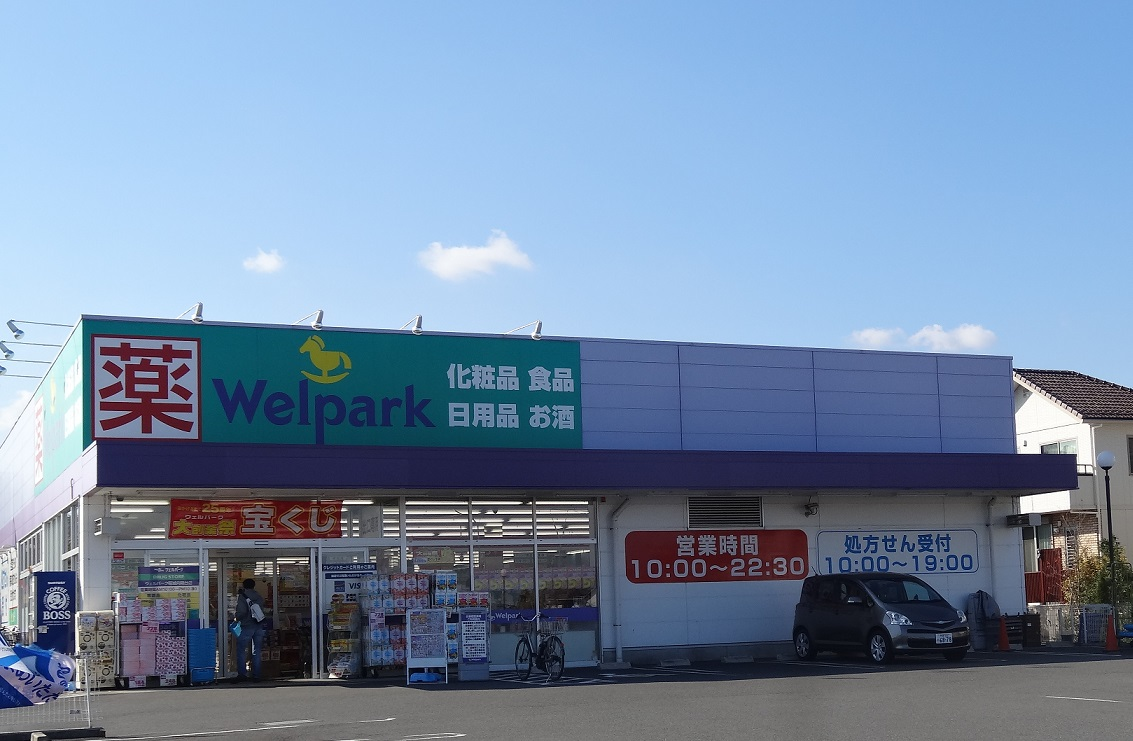
ウェルパーク稲城向陽台店
（東京都稲城市）

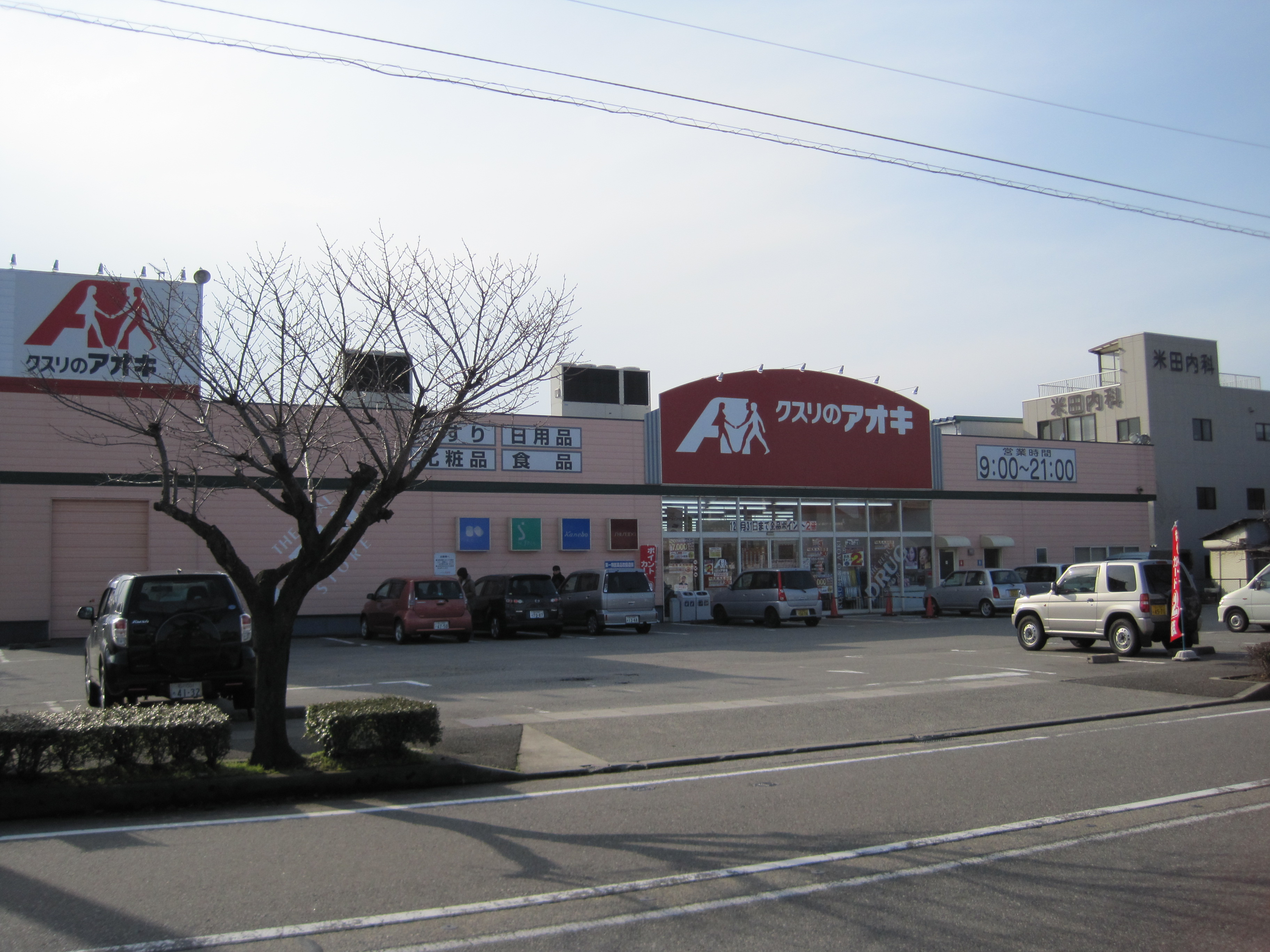
クスリのアオキ石同新町店
（石川県白山市）

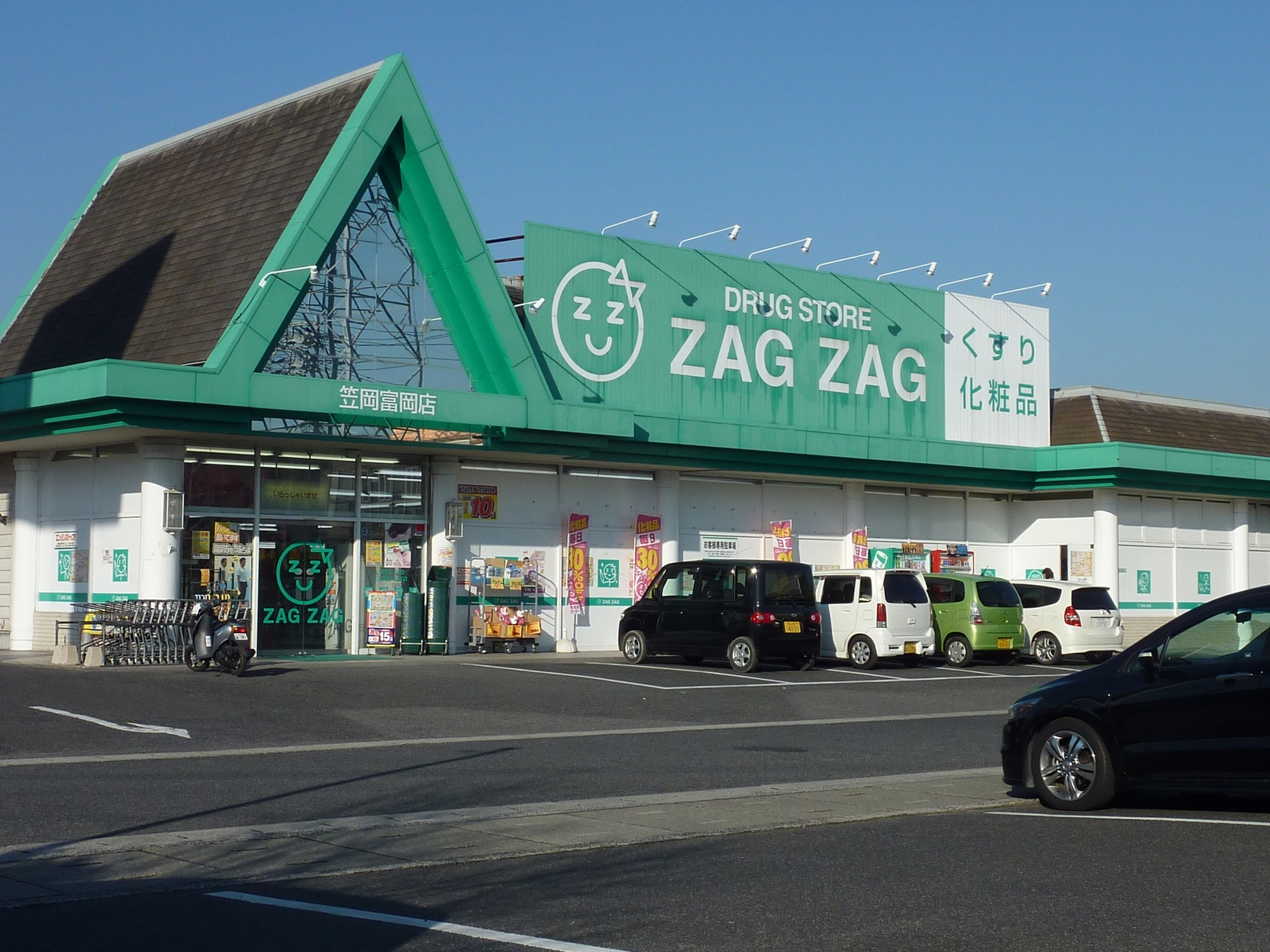
ザグザグ笠岡富岡店
（岡山県笠岡市）

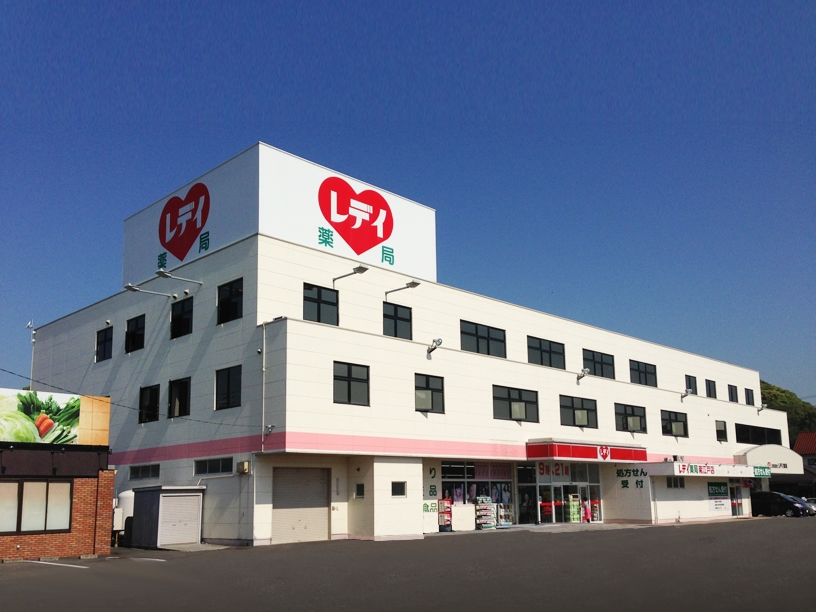
くすりのレデイ新空港通り店
（愛媛県松山市）
※レデイ薬局本社内にある

2020年6月1日現在、「ハピコム」はドラッグストア5社、調剤薬局1社の加盟企業6社、およびその子会社からなる。
構成企業の展開地域は以下の通りで、地域によっては複数の構成企業が出店している場合がある。

### ポイントプログラム
ポイントプログラムの導入状況は加盟各社により異なる。
- WAON POINT/Vポイント - ウエルシアホールディングス（ウェルパークを除くグループ内企業で対応）
- 楽天ポイント - ツルハホールディングス（グループ内全企業対応）
- dポイント - ウェルパーク、クスリのアオキ

### ドラッグストア店舗
企業名と店舗ブランドが異なる場合は、店舗ブランド名を付記する。
- 株式会社ツルハホールディングス（北海道札幌市東区 - 1963年6月設立）
  - 株式会社ツルハ（店舗ブランド：ツルハドラッグ、B&Dドラッグストア）[7]
    - 展開地域：北海道・東北地区・関東地区（群馬県を除く）・中部地区の一部（山梨県・長野県・愛知県のみ）・関西地区（奈良県を除く）・四国地区の一部（高知県のみ）

  - 株式会社くすりの福太郎[7]
    - 展開地域：関東地区（神奈川県・群馬県・栃木県を除く）

  - 株式会社ツルハグループドラッグ&ファーマシー西日本（店舗ブランド：ドラッグストア ウェルネス・ウォンツ・ツルハドラッグ）[7]
    - 展開地域：関西地区の一部（兵庫県のみ）・中国地区・九州地区の一部（福岡県・佐賀県のみ）

  - 株式会社レデイ薬局（店舗ブランド：くすりのレディ）[7]
    - 展開地域：関西地区の一部（兵庫県のみ）・中国地区（島根県・鳥取県・山口県を除く）・四国地区

  - 株式会社杏林堂薬局（店舗ブランド：杏林堂）[7]
    - 展開地域：中部地区の一部（静岡県のみ）

  - 株式会社ドラッグイレブン
    - 展開地域：九州地区、沖縄県
      - 2003年6月30日にMBOにより提携を解消。ユニゾン→ポラリス・ファンド（みずほ証券系）。2020年5月28日にツルハホールディングスがJR九州から株式の51%を買収。2021年5月16日付でJR九州ドラッグイレブンから商号変更され、約9年ぶりに株式会社改組時の社名へ回帰された。

  - 金秀商事株式会社（店舗ブランド：ツルハドラッグ）
    - 展開地域：沖縄県（ツルハとのフランチャイズにより）
- ウエルシアホールディングス株式会社（東京都千代田区 - 2008年9月設立）[7]
  - ウエルシア薬局株式会社（店舗ブランド：ウエルシア・ハックドラッグ・金光薬品）[7]
    - 展開地域：東北地区（青森県・秋田県を除く）・関東地区・中部地区・関西地区・中国地区（山口県を除く)・四国地区・九州地区（佐賀県・宮崎県・鹿児島県を除く)

  - シミズ薬品株式会社（店舗ブランド：ウエルシアダックスなど）[7]
    - 展開地域：関西地区の一部（京都府のみ）

  - 株式会社丸大サクラヰ薬局（店舗ブランド：ハッピードラッグ）[7]
    - 展開地域：東北地区（山形県・宮城県・福島県を除く）

  - 株式会社よどや（店舗ブランド：よどやドラッグ）[7]
    - 展開地域：四国地区の一部（高知県のみ）

  - 株式会社クスリのマルエ（店舗ブランド：マルエドラッグ）[7]
    - 展開地域：関東地区の一部（群馬県・埼玉県・栃木県のみ）

  - 株式会社ウェルパーク（東京都立川市 - 1990年9月設立）[7]
    - 展開地域：関東地区（茨城県・群馬県・栃木県を除く）

  - 2021年12月にウエルシアホールディングスの子会社となったププレひまわり（広島県福山市）、2022年6月にウエルシアホールディングスの子会社となったコクミン（大阪府大阪市住之江区）、同年12月にウエルシアホールディングスの子会社となったふく薬品（沖縄県那覇市）は2023年1月時点でいずれもハピコムの正式メンバーではないものの、ププレひまわりでは一部のハピコム製品の取り扱いを開始している。
- 株式会社クスリのアオキホールディングス（石川県白山市 - 1985年1月設立）[7]
  - 株式会社クスリのアオキ
    - 展開地域：東北地区（青森県・秋田県を除く）・関東地区（神奈川県・東京都を除く）・中部地区・関西地区（和歌山県・兵庫県を除く）・四国地区（徳島県・高知県を除く）

### 調剤薬局店舗
- 株式会社メディカル一光（三重県津市 - 1985年4月設立）[7]
  - 展開地域：北海道・関東地区の一部（埼玉県・神奈川県）・中部地区の一部（愛知県・三重県・福井県・山梨県のみ）・関西地区（和歌山県を除く）・中国地区の一部（島根県のみ）
    - 2014年7月に静岡県にも進出したがわずか1年弱で2015年6月に撤退した。

### GMS（総合スーパー）店舗
GMS店舗ではH&BC（Health & Beauty Care）売場にて展開している。一部の店舗は直営の医薬品売場を持たず、ハピコム内外企業のドラッグストアが入居しているケースもある。ダイエーでも以前からハピコム製品を扱っているが、正式にメンバー企業として扱われたのは2014年2月末からである。
なお、イオン琉球では2018年4月より「イオンドラッグ」の屋号でドラッグストア事業も行っている。
- イオングループ（店舗ブランド：イオン、マックスバリュ、ザ・ビッグ）[7]
  - イオンリテール株式会社（千葉県千葉市美浜区 - 1986年7月設立）
  - イオン北海道株式会社（北海道札幌市白石区 - 1978年4月設立）
  - イオン東北株式会社（秋田県秋田市 - 2020年3月設立）
  - イオン九州株式会社（福岡県福岡市博多区 - 1972年6月設立）
  - イオン琉球株式会社（沖縄県島尻郡南風原町 - 1975年3月設立）
- 株式会社ダイエー（東京都江東区 - 1957年4月設立）[7]

また、薬を取り扱う一部のマルナカ店舗（フジ）でもハピコムを展開している。

### 過去の構成企業
- 株式会社スギ薬局（愛知県） - 2006年3月31日に提携を解消。のちに大阪の株式会社ジャパンを買収、現在は両社を事業子会社とする「株式会社スギホールディングス」として現在に至る。
- クラフト株式会社（東京都） - 調剤薬局「さくら薬局」を経営。2008年2月にMBOによってクラフトフィナンシャルホールディングスの完全子会社となった。イオンは同社に引き続き出資しているものの、クラフトはハピコムのメンバー企業やイオンのグループ企業に列挙されなくなった。
- 株式会社ザグザグ（岡山県） - 2025年3月21日に提携を解消。同社は2017年のナチュラルホールディングスによる子会社化後もイオンとの提携関係を継続していた。